# Merzenbach (Neckar)
Der Merzenbach ist ein über 4 km langer, nördlicher und linker Zufluss des Neckars im baden-württembergischen Landkreis Tübingen.

## Geographie

### Verlauf
Der Merzenbach bildet sich im Gewann Fleckenwiesen an der Gemeindegrenze zwischen Walddorfhäslach und Altenriet auf einer Höhe von ca. 403 m ü. NHN; ein nicht ständig wasserführender Graben beginnt noch weiter bergauf bei Häslach. Von den Fleckenwiesen an fließt er entlang der Gemeinde- und Landkreisgrenze zunächst in südwestliche, später in südliche Richtung. Östlich von Pliezhausen-Dörnach vereint er sich mit dem längeren rechten Quellast Mühlbach, der ihm von rechts und Westen zufließt. Kurz danach im Gewann Kelterwasen wendet er sich wieder nach Südosten. Westlich von Mittelstadt unterquert er die Bundesstraße 297 und mündet beim Festplatz gegenüber von Reutlingen-Mittelstadt auf einer Höhe von 290,5 m ü. NHN von links und Nordwesten in den Neckar.
Der 4,1 km lange Lauf des Merzenbachs endet 113 Höhenmeter unterhalb seiner Quelle, er hat somit ein mittleres Sohlgefälle von etwa 27 ‰. Mit dem Mühlbach als Oberlauf ist der Merzenbach sogar 6,4 km lang.

### Einzugsgebiet
Das Einzugsgebiet ist rund 9,3 km² groß und liegt im Unterraum Walddorfer Platten des Naturraums Schönbuch und Glemswald. Sein mit 485 m ü. NHN höchster Punkt liegt im Nordwesten westlich von Walddorf auf dem Fuchshau. Es grenzt im Westen an das Einzugsgebiet des Reichenbachs, im Süden und Osten an die Einzugsgebiete mehrerer kleinerer Neckarzuflüsse und im Norden an das Einzugsgebiet der Schaich.

### LUBW
Amtliche Online-Gewässerkarte mit passendem Ausschnitt und den hier benutzten Layern: Lauf und Einzugsgebiet des Merzenbachs

Allgemeiner Einstieg ohne Voreinstellungen und Layer: Daten- und Kartendienst der Landesanstalt für Umwelt Baden-Württemberg (LUBW) (Hinweise)
1. 1 2 3  Höhe ermittelt über WPS-Prozess (Geländehöhe).
2. 1 2  Länge nach dem Layer Gewässernetz (AWGN).
3. ↑  Einzugsgebiet nach dem Layer Basiseinzugsgebiet (AWGN).

### Andere Belege
1. ↑  Friedrich Huttenlocher, Hansjörg Dongus: Geographische Landesaufnahme: Die naturräumlichen Einheiten auf Blatt 170 Stuttgart. Bundesanstalt für Landeskunde, Bad Godesberg 1949, überarbeitet 1967. → Online-Karte (PDF; 4,0 MB)